# Команда-А (фильм)
«Кома́нда-А» (англ. The A-Team) — художественный фильм в жанре боевика, поставленный режиссёром Джо Карнаханом по мотивам одноимённого телесериала 1980-х годов и снятый компанией 20th Century Fox. Фильм вышел на экраны 9 июня 2010 года.

## Сюжет
Где-то в Мексике гангстеры пытают ветерана войны в Персидском заливе, полковника Ганнибала Смита. Гангстеры оставляют его привязанным к стулу и насылают на него собак. Ганнибалу удаётся высвободиться и сбежать. В это же время мексиканский гангстер Туко пытает друга Ганнибала — «Красавчика» Пека, которого он застукал вместе с любовницей. Он приказывает облить Пека бензином и поджечь.
Ещё один из героев — также ветеран войны, Баракус, забирает починенный автомобиль и уезжает на нём в пустыню. Там его встречает и ранит Ганнибал, чтобы получить его автомобиль. Однако Смит замечает на его плече татуировку солдата военного отряда, в котором служил сам Смит, и знакомится с ним. Вместе они добираются до «Красавчика» и освобождают его, перестреляв остальных гангстеров. Вскоре на место прибывают солдаты, и герои уезжают на машине Баракуса. В автомобиле Смит даёт Пеку поддельный паспорт.
Герои прибывают в больницу, где Ганнибал знакомит команду со своим «новым проектом» — сумасшедшим Мёрдоком, отличным пилотом, который, будучи пациентом больницы, выдаёт себя за врача. К больнице прибывают солдаты, и Мёрдок увозит героев на пуленепробиваемом вертолёте, который находился на крыше больницы. Им удаётся добраться до территории США, где американские ВВС уничтожают вертолёт мексиканцев.
Проходит 8 лет. Смит, Баракус, Красавчик и Мёрдок теперь работают на армию США и выполняют различные операции. Теперь они — Команда «А», один из лучших военных отрядов. На военную базу, где находится команда, прибывает капитан Карисса Соса, с которой Красавчик когда-то провёл ночь. Соса объявляет, что ей поручили задание: доставить из Багдада несколько миллиардов долларов, которые были похищены людьми Садама Хусейна. Она говорит Красавчику, чтобы они не смели вмешиваться, и приказывает наблюдать за командой. Её коллега из ЦРУ Линч посвящает Ганнибала в детали операции, после чего тот отправляется к своему боссу, генералу Моррисону, и просит разрешить его команде выполнить эту операцию. После долгих колебаний генерал даёт добро. Вместе с командой Ганнибал придумывает хитроумный план, как обмануть Кариссу. Пек создаёт оборудование.
Команда отправляется в Багдад, где успешно захватывает грузовик с матрицами и выбирается за пределы города. Смит звонит Моррисону и сообщает об успехе операции. Моррисон выезжает к ним из Кабула, но Пайк, сотрудник ЧВК «Black Forest», подрывает автомобиль с генералом и похищает матрицы. Вся вина падает на отряд. Моррисона хоронят, команду распускают, её членов сажают в разные тюрьмы, Кариссу понижают в звании до лейтенанта.
Спустя 6 месяцев Линч приходит в тюрьму к Смиту и сообщает, что Пайк был замечен во Франкфурте вместе с неизвестным арабом. Линч устраивает Ганнибалу побег, а тот освобождает Красавчика, затем они вместе освобождают Баракуса. Баракус говорит героям, что больше не намерен убивать, и потому избавился от своего ирокеза (символа войны). Герои летят освобождать Мёрдока, который находится в психушке.
В немецкую психиатрическую больницу, где держат Мёрдока, прибывает Карисса, которая считает его причастным к побегу Смита, Пека и Баракуса. Мёрдок строит из себя дурачка, и в этот момент в лечебницу, ломая стену, влетает автомобиль «Хаммер» с остальной командой. Они забирают Мёрдока прямо на глазах у Кариссы, и пытаясь оторваться от погони,.добираются до самолёта, за штурвал которого садится Мердок. На самолёт налетают беспилотники и, игнорируя Кариссу, взрывают его, но все четверо членов команды успевают залезть в находящийся в самолёте танк с привязанными парашютами и спастись. Беспилотники обстреливают танк и рвут парашют. Красавчик вылезает через люк и уничтожает их из пулемёта, едва не выпадая сам. С помощью выстрела из пушки героям удаётся смягчить падение, и они приземляются в воду. Команда выплывает на танке из воды и направляется во Франкфурт, где вскоре должна состояться встреча Пайка с арабом для передачи матриц.
Карисса преследует героев и также добирается до Франкфурта. Там её пытается убить снайпер Пайка, но Красавчик по приказу Ганнибала спасает её и приковывает наручниками. Карисса освобождается, Красавчику удаётся уйти. Пайк и араб встречаются в Кёнигсберг Тауэр. Баракус под видом мойщика окон стреляет по зданию из гранатомёта. После этого к Пайку на тросе спускается Ганнибал, забирает матрицы и похищает араба. Пайк, схватив оружие, стреляет по Ганнибалу; того спасает бронежилет, но он роняет чемодан с матрицами. Баракус идёт на перехват чемодана, но Пайк расстреливает трос, и Баракус падает, подбирает чемодан и убегает. Пайк спускается по тросу и преследует Баракуса. Пайку удаётся подстрелить Баракуса, но появившийся Ганнибал сбивает Пайка на машине и забирает друга. Пайк снова пытается их преследовать, однако его арестовывает Карисса вместе с франкфуртской полицией, которым про Пайка сообщил Красавчик.
Ганнибал и Баракус приезжают в уединённое место, где их ждут Красавчик и Мёрдок. Ганнибал снимает мешок с головы араба, и все с удивлением узнают, что это не араб, а Моррисон. Красавчик теряет душевный контроль и хочет убить его. Остальные пытаются его отговорить (ведь Моррисон единственный свидетель, который может доказать невиновность команды), но он выгоняет всех из дома. Ганнибал звонит Линчу и говорит, что Моррисон и матрицы у него. Линч тем временем освобождает Пайка, и из сказанных им слов Ганнибал понимает, что Линч — предатель. По приказу Линча по убежищу команды наносят ракетный удар. Моррисон погибает, матрицы утеряны, а команде едва удаётся спастись.
Ганнибал звонит Кариссе и сообщает, что матрицы и Моррисон у него. Она предлагает встретиться в порту Лос-Анджелеса. Подслушивающий их разговор Линч бесится от осознания неудачи. Затем он даёт Пайку задание найти матрицы. Команда делает поддельные паспорта и отправляется в аэропорт. Ганнибал и Красавчик с лёгкостью проходят паспортный контроль, Мёрдок и Баракус путают паспорта, но в итоге тоже проходят. Далее команда взлетает с воды на управляемом Мёрдоком гидросамолёте, а затем пересаживается на корабль, где Красавчик рассказывает свой хитроумный план, а Баракус снимает парик, под которым, оказывается, остался его ирокез.
Корабль с главными героями прибывает в порт Лос-Анджелеса. Ганнибал выходит вместе с Мёрдоком (у которого на голове мешок), играющим роль генерала Моррисона. Герои понимают, что Карисса их сдала, и к месту прибывают правительственные агенты. Снайпер Линча стреляет в Мёрдока, но ему и Ганнибалу удаётся спрятаться за контейнер. Из контейнера выезжают автомобили, которые разбрызгивают горючее масло и поджигают часть агентов. Пайк наносит удар ракетой по контейнерам, которые падают. Красавчик успевает зацепиться за подъёмный кран, а Баракус едва не погибает. Пайк открывает огонь по Красавчику, но тому удаётся спастись. Пайк спускается к Красавчику и собирается его застрелить, но внезапно появляется Баракус на мотоцикле и с лёгкостью убивает злодея. Линч решает заняться Красавчиком и Мёрдоком.
Предатель догоняет их, вступает в схватку с Ганнибалом и побеждает его, затем стреляет в голову Мёрдоку. Ганнибал снова вступает в схватку с Линчем, тот стреляет в него, но Ганнибала спасает бронежилет. Линч говорит речь, собираясь убить полковника. В этот момент поднимается контейнер, и Карисса с агентами и остальной командой «А» арестовывают Линча. Выживший Мёрдок снимает с себя мешок и находившийся под ним пуленепробиваемый шлем, и заявляет, что стал нормальным.
Утром в порт прибывают правительственные агенты, забирают с собой Линча и, несмотря на все протесты Кариссы, приказывают арестовать команду «А». Карисса обещает Красавчику, что вытащит их, после чего они целуются.
Смит, Пек, Мёрдок и Баракус едут в наручниках в грузовике. Смит говорит друзьям, что самое главное то, что они восстановили правосудие. В этот момент Пек открывает рот и показывает всем ключ от наручников. Герои улыбаются. После этого следуют финальные титры.

## В ролях
- Лиам Нисон — полковник Джон «Ганнибал» Смит
- Брэдли Купер — лейтенант Темплтон «Красавчик» Пек
- Куинтон Джексон — сержант Боско «Би. Эй.» Баракус
- Шарлто Копли — капитан Х. М. «Воющий Псих» Мёрдок
- Джессика Бил — капитан Карисса Соса
- Патрик Уилсон — агент Линч
- Омари Хардвик — Чоп Шоп Джей
- Мори Стерлинг — Гаммонс
- Си Эрнст Харт — Гилберт
- Брайан Блум — Пайк
- Джеральд Макрейни — генерал Моррисон

## Создание фильма
Фильм находился в стадии проработки с середины 1990-х годов, пройдя через множество сценаристов и сюжетных идей; процесс его создание неоднократно приостанавливался и возобновлялся. Продюсер Стивен Кэннелл надеялся обновить обстановку фильма с возможным использованием событий Войны в Персидском заливе в качестве части предыстории. Первоначально на должность режиссёра был назначен Джон Синглтон, но в октябре 2008 года он выбыл из проекта. Когда Синглтон ещё участвовал в проекте в качестве режиссёра, на роль Б. А. Баракуса планировалось пригласить Айса Кьюба.
28 января 2009 года режиссёром фильма стал Джо Карнахан, а Ридли и Тони Скотт стали его продюсерами.
В июне 2009 года журнал Variety сообщил о том, что Лиам Нисон вёл переговоры с компанией 20th Century Fox по поводу исполнения им роли Ганнибала Смита, а Брэдли Купер рассказал MTV News, что будет играть роль Темплтона Пека, и это после того, как он сам сначала опровергал слухи о том, что он участвует в проекте, и настаивал, что не видел никакого сценария.

## Приём

### Кассовые сборы
По прогнозам картина за первую неделю американского кинопроката должна была собрать 30-35 млн долл., но реальные сборы составили 26 млн. Фильм занял второе место в чарте, уступив лишь картине Каратэ-пацан (56 млн долларов). В Великобритании и Ирландии фильм вышел в прокат 28 июля 2010 года, за первую неделю проката собрал 5,6 млн долларов и занял третье место в бокс-офисе на 26 августа 2010 года. Общемировые сборы Команды-А составили 177,2 млн долларов, из которых на США пришлось более 77,2 млн..